# American Manga Awards
American Manga Awards — премия, присуждаемая за работу по изданию манги в США.

## Описание
American Manga Awards учреждена в начале июня 2024 года представителями двух нью-йоркских организаций: Японского общества и Anime NYC. Присуждается лучшим сериям манги, выпущенной в США, и за успехи в области издательского дела, включающее в себя перевод, леттеринг и дизайн манги. Номинантов и победителей в основных категориях отбирают жюри, в состав которых входят переводчики, специалисты по леттерингу, дизайнеры, журналисты и рецензенты.
Первая церемония награждения состоялась 22 августа 2024 года (за день до начала Anime NYC) в зрительном зале имени Лилы Ачесон Уоллес Японского общества. Ведущим мероприятия стал переводчик Мэтт Альт (англ. Matt Alt).

## Список категорий

### Основные
| Название                          | Перевод                                 | Годы вручения |
| --------------------------------- | --------------------------------------- | ------------- |
| Best New Manga                    | Лучшая новая манга                      | с 2024        |
| Best Continuing Manga Series      | Лучшая продолжающаяся серия манги       | с 2024        |
| Best One-Shot Manga               | Лучшая манга-ваншот                     | с 2025        |
| Best New Edition of Classic Manga | Лучшее новое издание классической манги | с 2024        |
| Best Translation                  | Лучший перевод                          | с 2024        |
| Best Lettering                    | Лучший леттеринг                        | с 2024        |
| Best Publication Design           | Лучший дизайн публикации                | с 2024        |

### Специальные
| Название                      | Перевод                 | Годы вручения |
| ----------------------------- | ----------------------- | ------------- |
| Manga Publishing Hall of Fame | Зал славы издания манги | с 2024        |

## Победители и номинанты

### 2024 год
| Лучшая новая манга - #DRCL midnight children — автор: Синъити Сакамото - Darwin Jihen — автор: Сюн Умэдзава - Just Like Mona Lisa — автор: Цумудзи Ёсимура - Mothers — автор: Уми Кусахара - Soara and the House of Monsters — автор: Хидэнори Ямадзи | Лучшая продолжающаяся серия манги - Delicious in Dungeon — автор: Рёко Куи - Blood on the Tracks — автор: Сюдзо Осими - Dinosaur Sanctuary — автор: Итару Киносита - She Loves to Cook, and She Loves to Eat — автор: Сакаоми Юдзаки - The Summer Hikaru Died — автор: Мокумокурэн |
| Лучшее новое издание классической манги - Gokinjo Monogatari — автор: Ай Ядзава - Minami-kun no Koibito — автор: Сюнгику Утида - My Name Is Shingo — автор: Кадзуо Умэдзу - Okinawa — автор: Сусуму Хига - UFO Mushroom Invasion — автор: Марина Сиракава | Лучший перевод - «Ателье колдовских колпаков» — автор: Камомэ Сирахама; перевод: Стивен Колер - Akane-banashi — авторы: Юки Суэнага и Такамаса Моуэ; перевод: Стивен Пол - Bocchi the Rock! — автор: Аки Хамадзи; перевод: Джон Нил - Doll-Kara — авторы: Кэй Рюдзодзи, Кадзуёси Исии и Ханамура; перевод: Дэвид Эвелин - Issak — авторы: Синдзи Макари и Double-S; перевод: Кевин Штайнбах                                                                          |
| Лучший леттеринг - «Ателье колдовских колпаков» — автор: Камомэ Сирахама; леттеринг: Лис Блейксли - Blade of the Immortal Deluxe Edition (том 10) — автор: Хироаки Самура; леттеринг и ретушь: Томоко Сайто - Search and Destroy (том 1) — автор: Ацуси Канэко; леттеринг и ретушь: Фил Кристи - They’ll Make a Man Out of You — автор: Сивасу но Окина; леттеринг: Вадим Кей - Tokyo Interstellar Immigration (том 3) — автор: Мадо Гутимото; леттеринг: Ребекка Эс | Лучший дизайн публикации - My Name Is Shingo — автор: Кадзуо Умэдзу; дизайн: Адам Грано - Initial D (омнибус) — автор: Сюити Сигэно; дизайн: Фил Бэлсмен - My Lesbian Experience with Loneliness: Special Edition — автор: Нагата Каби; дизайн обложки: Ники Лим; леттеринг и внутренний дизайн: Карис Пейдж - Orange Complete Box Set — автор: Итиго Такано; дизайн бокс-сета: Ники Лим и Сэнди Грейсон - Tokyo Aliens — автор: Наоэ; дизайн обложки: Андреа Миллер |
| Зал славы издания манги - Фредерик Л. Шодт | |
| - Источники: | |

### 2025 год
| Лучшая новая манга - A Witch’s Life in Mongol — автор: Томато Суп - Dragon and Chameleon — автор: Рё Исияма - Hikaru in the Light! — автор: Маи Мацуда - Spacewalking with You — автор: Инухико Доронода - The Guy She Was Interested in Wasn’t a Guy at All — автор: Сумико Араи | Лучшая продолжающаяся серия манги - Hirayasumi — автор: Кэйго Синдзо - Innocent — автор: Синъити Сакамото - Kusuriya no Hitorigoto — авторы: Нацу Хюга, Нэкокурагэ и Ицуки Нанао - Search and Destroy — автор: Ацуси Канэко - The Summer Hikaru Died — автор: Мокумокурэн                                                                                |
| Лучшая манга-ваншот - A Smart and Courageous Child — автор: Мики Ямамото - Brain Damage — автор: Синтаро Каго - Stardust Family — автор: Аки Порояма - Tamaki & Amane — автор: Фуми Ёсинага - The Colour Out of Space — автор: Го Танабэ | Лучшее новое издание классической манги - Ashita no Joe — авторы: Асао Такамори и Тэцуя Тиба - Mansect — автор: Синъити Кога - Short Game — автор: Мицуру Адати - The Legend of Kamui — автор: Сампэй Сирато - They Were Eleven — автор: Мото Хагио |
| Лучший перевод - Face Meat — автор: Бонтэн Таро; перевод: Райан Холмберг - Search and Destroy (том 2) — автор: Ацуси Канэко; перевод: Бен Эпплгейт - The Otaku Love Connection — автор: Тю Амаиро; перевод: Минами - The Tale of Jiraiya the Gallant (том 1) — автор: Мидзугаки Эгао и другие; перевод: Андреас Кронборг Даниельсен - Ultra Heaven (том 1) — автор: Кэйити Коикэ; перевод: Аджани Олойе                                                      | Лучший леттеринг - Ashita no Joe (тома 1-2) — авторы: Асао Такамори и Тэцуя Тиба; леттеринг: Эван Хейден - Cat Man — автор: Парари; леттеринг: Ребекка Зи - Love Laid Bare — автор: Оти Каэру; леттеринг: Роберт Харкинс - My Tiny Senpai — автор: Саисо; леттеринг: Ховен Вун - Search and Destroy (том 2) — автор: Ацуси Канэко; леттеринг: Фил Кристи |
| Лучший дизайн публикации - Planetes Deluxe Edition (книга 1) — автор: Макото Юкимура; дизайн: Райли Вандайк и Карл Густав Хорн - Seaside Beta — автор: Охутон; дизайн: Эму Ру - Steel Ball Run (том 1) — автор: Хирохико Араки; дизайн: Адам Грано - The Legend of Kamui (том 1) — автор: Сампэй Сирато; дизайн: Люсия Гарджуло и Том Девлин - Veil (том 1) — автор: Коттэри; дизайн: Kohei Nawada Design Office с леттерингом Кевина Дрюэля и Oshino Studio | Зал славы издания манги - Studio Proteus |
| - Источник: | |